# أنخيل روميرو (دراج)
أنخيل روميرو (بالإسبانية: Ángel Romero Llamas)‏ هو دراج مكسيكي، ولد في 1 أكتوبر 1932، وتوفي في 21 سبتمبر 2007.

## وصلات خارجية
- أنخيل روميرو على موقع أرشيف الدراجات (الإنجليزية)
- أنخيل روميرو على موقع إحصائيات الدراجات الإحترافية (الإنجليزية)
- أنخيل روميرو على موقع أوليمبيديا (الإنجليزية)